# Ctenophthalmus dolomydis
Ctenophthalmus dolomydis är en loppart som beskrevs av Smit 1957. Ctenophthalmus dolomydis ingår i släktet Ctenophthalmus och familjen mullvadsloppor. Inga underarter finns listade i Catalogue of Life.